# エミール・クストリッツァ
エミール・クストリッツァ（Emir Kusturica、セルビア語: Емир Кустурица、1954年11月24日 - ）は、旧ユーゴスラビアのサラエヴォ（現ボスニア・ヘルツェゴビナ領）出身の映画監督、音楽家、俳優。
クストリッツァ自身はサラエボ出身だが、父はモスレム人の出身だがセルビア人を主張、母はモスレム人であり、自身はユーゴスラビア人であると称している。
カンヌ国際映画祭の最高賞パルム・ドールの2度の受賞をはじめ、世界三大映画祭すべてで受賞している。

## 来歴
1954年11月24日、世俗的なムスリムの両親の元に生まれる。父はボスニア・ヘルツェゴビナの情報省職員、母親は裁判所事務官という特権階級であり、裕福な環境で幼少期を過ごす。成長するにつれロックに夢中になり、素行の悪い友人と付き合うようになった息子を見かねた両親は、友人のつてで彼をチェコの国立映画学校FAMU（プラハ映画・芸術学校）へ留学させることを決める。
18歳でプラハに留学したクストリッツァはほとんど映画に興味がなかったと言われているが、FAMUで才能を開花させ、3学年目に制作した初めての短編映画「Guernica（ゲルニカ）」（1978年）はカルロヴィ＝ヴァリ学生映画祭でグランプリを受賞した。FAMUではイジー・メンツェル監督に師事した。卒業後はサラエヴォに戻り、サラエヴォTVでテレビ作品「花嫁たちがやって来る」（1978年）の監督、「タイタニック号のビュッフェ」（1979年）の演出などを経験したのちに、初の長編作品となる1981年『ドリー・ベルを覚えているかい?』でヴェネツィア映画祭新人監督賞を受賞。続く85年『パパは、出張中!』ではカンヌ国際映画祭パルム・ドール、89年『ジプシーのとき』では同じくカンヌの監督賞を受賞。主にジプシーを視点としたユーモアとシリアスが混在した独特の作風で、一躍国内だけでなくヨーロッパを代表する映画監督へと名を押し上げた。
また、『パパは、出張中!』制作後には、当時新鋭のパンク・バンドとして国内で人気を博していたネレ・カライリチ率いるZabranjeno pušenjeと出会い、意気投合。ギタリストとしてバンドのスタジオセッションやコンサートへと参加するようになる。しばらくしてクストリッツァは『ジプシーのとき』の撮影を開始するに伴いバンドから離れるが、彼とネレの友情はこの後も続いていくことになる。
1990年にアメリカに移住し、コロンビア大学映画学科の講師に就任する。この時生徒から持ち込まれたシナリオを脚本として採用した初のアメリカ作品『アリゾナ・ドリーム』を制作するが、撮影中にボスニア紛争が勃発する。この紛争により自宅の略奪や父の死を経験したクストリッツァは、自分たちの国で起きていることを海外に訴える必要があると感じ、『アリゾナ･ドリーム』を完成させたすぐ後に『アンダーグラウンド』の制作に取りかかる。ユーゴスラビアの50年に渡る紛争の歴史を寓話的に描いたこの作品は、2度目となるカンヌ国際映画祭パルム・ドールをクストリッツァにもたらし、彼の映画監督としての地位をより一層確固たるものにした。
しかし政治的描写に満ちたこの作品は、賞賛と同時に批判も巻き起こすことになる。論争に嫌気が差したクストリッツァは「もう映画は撮らない」と引退を表明。この発言はまもなく撤回されるが、一連の騒動は以後のクストリッツァの作風に大きな影響を与え、特に次作『黒猫・白猫』ではメッセージ性を徹底的に排除したスタイルへと変貌した。しかし元々クストリッツァ作品の一つの特徴でもあった陽気さとユーモアを追求したこの作品は、『アンダーグラウンド』とは別の賞賛によって迎えられ、ヴェネツィア国際映画祭では監督賞を受賞する。また、この映画の撮影中、音楽を提供してもらうためにネレ・カライリチに連絡したのがきっかけとなり、クストリッツァはネレのバンドに再び加入する。エミール・クストリッツァ&ノー・スモーキング・オーケストラと名を改めたこのバンドは、以後彼の映画音楽の殆どを担当することになる。
2004年には、『アンダーグラウンド』と同じくユーゴ内戦を舞台にしながらも、『黒猫・白猫』のような楽観的な作風を推し進めた作品『ライフ・イズ・ミラクル』を発表。またクストリッツァは、この映画の撮影で使用したセルビアにある小さな村の景観を気に入り、村ごと買い取りKustendorfという自分の村を作り上げる。クストリッツァはその村に映画学校やレストランなどを自費で建設し、2008年には建設した映画館で映画祭を開催。2009年の第2回にはジム・ジャームッシュ、オリバー・ストーンらが参加し、2010年の第3回にはジョニー・デップがオープニング・セレモニーに登場するなど、盛り上がりを見せている。
2005年にはカンヌ国際映画祭の審査委員長に選ばれ、2007年には『ウェディング・ベルを鳴らせ!』で同映画祭のコンペティション部門に自身5度目の選出。しかしキャリア初の映画祭無冠に終わり、クストリッツァは「これからも映画は撮り続けるけど、コンペに出すかは分からない」とコメントした。また、同年には89年に監督した『ジプシーのとき』をオペラとしてセルフ・リメイクし、パリ公演を成功させている。近年になってもノー・スモーキング・オーケストラのツアーの傍ら、複数の新作映画のプロジェクトを常に掛け持つなど、衰えを知らず精力的に活動を続けている。

## 私生活
クステンドルフの設立
2004年の『ライフ・イズ・ミラクル』の撮影をきっかけに、撮影場所となったモクラ・ゴラのドゥルヴェングラード地域を丸ごと買い取り"クステンドルフ"(ドイツ語で「クストリッツァの村」)と名付けた村を設立している。この村では、2008年以降毎年セルビア政府とクストリッツァによって「クステンドルフ国際映画・音楽祭」が開催されている。
セルビア正教への改宗
2005年のジョルジェヴダン（聖ゲオルギウスの日）に、モンテネグロのヘルツェグ・ノヴィ近郊のサヴィナ修道院で、ネマニャ・クストリッツァ（Немања Кустурица）としてセルビア正教会の洗礼を受けた。これをボスニアのムスリムとしてのルーツに対する最終的な裏切りだと考える批評家たちに対して、彼は「私の父は無神論者で、自分のことをいつもセルビア人だと言っていた。私たちは250年間ムスリムだったかもしれないが、それ以前は正教徒だったし、心の奥底ではずっとセルビア人だった。宗教がそれを変えることはできない。私たちは、トルコ人から生き残るためにムスリムになっただけだ」と反論している。
プーチン政権との関わり
ロシアのプーチン政権を公に支持している。
2022年にロシア陸軍学術劇場の監督に就任したと一部メディアで報道された。ロシアによるウクライナ侵攻が始まる3日前には「偉大な歴史と伝統を持つこの劇場を率いることを、大変光栄に思います」とのコメントがセルビア紙『ブリック』に取り上げられている。
2024年4月、クレムリンでプーチン大統領と会談し、映画製作の資金援助を依頼したことが報道された。会談の中でクストリッツァは、「今ウクライナで起きていることは、我々にとっての闘いだ。23万人のセルビア人が追放されたとき、クロアチアでバンデラ主義者が何を起こしたのかを見てきた私たちにとって......。この例えは、誰にとっても非常に重要だと思う」と語った。その後、プーチン大統領は、クストリッツァ監督のウクライナに対する評価は自身の状況認識と一致すると述べ、クストリッツァを支援することを明らかにした。

## 主な作品

### 監督作品
- ドリー・ベルを覚えているかい? Sjecas li se Dolly Bell? (1981)
- パパは、出張中! Otac na sluzbenom putu (1985)
- ジプシーのとき Dom za vesanje (1989)
- アリゾナ・ドリーム Arizona Dream (1992)
- アンダーグラウンド Underground (1995)
- 黒猫・白猫 Crna macka, beli macor (1998)
- SUPER 8 Super 8 Stories (2001)
- ライフ・イズ・ミラクル Zivot je cudo (2004)
- ブルー・ジプシー Blue Gypsy (2005) ※オムニバス映画『それでも生きる子供たちへ』の中に収録
- ウェディング・ベルを鳴らせ! Zavet (2007)
- マラドーナ Maradona by Kusturica (2008)
- Words with Gods (2014)
- オン・ザ・ミルキー・ロード On the Milky Road (2016)
- 世界でいちばん貧しい大統領 愛と闘争の男、ホセ・ムヒカ El Pepe, Una Vida Suprema (2018)

### 出演作品
- サン・ピエールの未亡人 La Veuve de Saint-Pierre (1999)
- ギャンブル・プレイ The Good Thief (2002)
- フェアウェル さらば、哀しみのスパイ L'Affaire Farewell (2009)
- セブン・デイズ・イン・ハバナ 7 Dias en la Habana/7 Days in Havana (2012)
- 天才たちの頭の中 世界を面白くする107のヒント (2018)

### 邦訳された著書
- 夫婦の中のよそもの 田中未来翻訳 集英社  2017/6/5